# Isla Rabot
La isla Rabot es una isla de la Antártida perteneciente a las islas Biscoe, archipiélago adyacente a la costa occidental de la península Antártica. La isla Rabot se ubica al sur de la isla Renaud (la mayor del grupo), de la cual está separada por un estrecho canal (1,5 km aprox.). 
Rabot mide alrededor de 8 km de largo por 3 km de ancho. Esta cubierta por un manto de hielo y alcanza una altura de 100 m.
Fue descubierta por John Biscoe y cartografiada por la Expedición Antártica Francesa de 1903-1905, al mando de Jean-Baptiste Charcot, quien le dio el nombre en homenaje a Charles Rabot.
El Refugio Naval Cadete Naval Edgardo Luis Guillochon fue inaugurado por la Armada Argentina en la isla el 24 de febrero de 1957.

## Reclamaciones territoriales
Argentina incluye a la isla en el departamento Antártida Argentina dentro de la provincia de Tierra del Fuego, Antártida e Islas del Atlántico Sur; para Chile forma parte de la comuna Antártica de la provincia Antártica Chilena dentro de la Región de Magallanes y de la Antártica Chilena; y para el Reino Unido integra el Territorio Antártico Británico. Las tres reclamaciones están sujetas a los términos del Tratado Antártico.
Nomenclatura de los países reclamantes: 
- Argentina: isla Rabot
- Chile: isla Rabot
- Reino Unido: Rabot Island